# تور جهانی غریق
تور جهانی غریق  (معروف به تور جهانی غریق ۲۰۰۱) (به انگلیسی: Drowned World Tour) پنجمین تور کنسرت مدونا خواننده و ترانه‌سرای آمریکایی در حمایت از هفتمین و هشتمین آلبوم استودیویی اش پرتو نور (۱۹۹۸) و موسیقی (۲۰۰۰) بود. این تور در ۹ ژوئن ۲۰۰۱ در بارسلون اسپانیا آغاز شد و در ۱۵ سپتامبر در لس آنجلس ایالات متحده به پایان رسید.
این نمایش با تقسیم بخش‌های موضوعی و آهنگ‌هایی از دو آلبوم متفاوت، تحسین منتقدان را به همراه داشت، اما برخی به خاطر عدم وجود آهنگ‌های دهه ۱۹۸۰ مادونا ناراضی بودند. با این حال، تور بسیار موفق بود و بیش از ۷۶٫۸ میلیون دلار فروش کرد و به بزرگ‌ترین تور کنسرت سال ۲۰۰۱ برای یک هنرمند تکی تبدیل شد. کنسرت در میشیگان فیلمبرداری شد و به‌طور زنده در HBO پخش شد و بعداً در VHS و DVD منتشر گردید.

## کتابشناسی
- Aguilar, Marcela (2010). Domadores de historias: Conversaciones con grandes cronistas de América Latina. RIL Editores. ISBN 978-956-284-782-7.
- Ciccone, Christopher; Leigh, Wendy (2008). Life with My Sister Madonna. Simon Spotlight Entertainment. ISBN 978-1-4165-8762-0.
- Clerk, Carol (2002). Madonnastyle. Omnibus Press. ISBN 978-0-7119-8874-3.
- Fouz-Hernández, Santiago; Jarman-Ivens, Freya (2002). Madonna's Drowned Worlds. Ashgate Publishing. ISBN 978-0-7546-3372-3.
- Guilbert, Georges-Claude (2002). Madonna as postmodern myth. McFarland. ISBN 978-0-7864-1408-6.
- Metz, Allen; Benson, Carol (1999). The Madonna Companion: Two Decades of Commentary. Music Sales Group. ISBN 978-0-8256-7194-4.
- O'Brien, Lucy (2008). Madonna: Like an Icon. Bantam Press. ISBN 978-0-593-05547-2.
- Orgill, Roxanne (2001). Shout, Sister, Shout!: Ten Girl Singers who Shaped a Century. Simon & Schuster. ISBN 0-689-81991-9.
- Dougher, Sarah; Berger, Joshua (2008). 100 habits of successful graphic designers. Rockport Publishers. ISBN 978-1-56496-977-4.
- Taraborrelli, J. Randy (2002). Madonna: An Intimate Biography. Simon & Schuster. ISBN 978-0-425-18669-5.
- Young, Clive (2004). Crank it up: live sound secrets of the top tour engineers. Hal Leonard Corporation. ISBN 0-87930-778-1.